# ROS-Kabelkrant
ROS-Kabelkrant is een lokale commerciële omroep in Rosmalen. De omroep werd in 1991 als Stichting Teleros opgericht, met als doel om een lokale kabelkrant te gaan verzorgen. De krant wordt uitgezonden in Rosmalen. In Rosmalen bestond tot in 1996 ook een lokale omroep, de ROS (Rosmalense Omroep Stichting). ROS Kabelkrant is dan ook uit de ROS ontstaan.

## Wat de kabelkrant uitzendt
De kabelkrant zendt 24 uur per dag een kabelkrant uit met nieuws over en voor Rosmalen. Ook enkele landelijke berichten worden op de kabelkrant vertoond. De kabelkrant kan zowel via de televisie gelezen worden, als op internet.

## Geschiedenis
Vanaf 1991 was de lokale omroep een onderdeel van Stichting Teleros. Om de kabelkrant uit te kunnen zenden, kreeg de stichting van de gemeente Rosmalen een subsidie. Vanwege bezuinigingen werd deze stopgezet. De stichting zou in financiële problemen komen, waarmee de kabelkrant weer spoedig van de buis zou verdwijnen. Doordat een gratis kabelfrequentie was toegezegd, kon de krant behouden blijven.
Bij de gemeentelijke herindeling in 1996 werd de omroep losgekoppeld van de ROS. ROS (Rosmalense Omroep Stichting) fuseerde met de BLOS (Bossche Lokale Omroep Stichting) tot Boschtion. Hierdoor verdwenen ROS en BLOS. ROS Kabelkrant verdween niet, omdat ROS Kabelkrant in een andere stichting was ondergebracht. De kabelkrant kon gewoon blijven uitzenden, op de Rosmalense kabel.
De grote problemen kwamen pas toen de gemeente 's-Hertogenbosch de CAI-netten van 's-Hertogenbosch en Rosmalen verkocht aan Essent. Het contract voor de gratis frequentie liep af en Essent eiste dat ROS-Kabelkrant over de gehele gemeente 's-Hertogenbosch ging uitzenden. Voor ROS Kabelkrant was deze eis financieel niet haalbaar en opnieuw dreigde de krant van de kabel te verdwijnen.
De Rosmalense bevolking bood hulp, door middel van een handtekeningenactie. Tienduizend handtekeningen werden opgehaald en Essent besloot om de kabelkrant op het huidige kanaal te laten uitzenden en alleen in Rosmalen.
Later dreigde de krant voor de derde keer van de buis te verdwijnen. Ditmaal omdat Stichting Teleros in financiële zorgen was gekomen. Stichting Teleros had immers de BLOS uit de financiële zorgen gehaald en de zender omgedoopt tot Boschtion. Er werd geld doorgesluisd van Stichting Teleros naar Boschtion, waardoor de kabelkrant het financieel moeilijk had.
Een nieuwe stichting werd in het leven geroepen. De Stichting ROS-Kabelkrant kreeg als doel een kabelkrant te verzorgen voor Rosmalen. De stichting wordt beheerd door vrijwilligers. Het Commissariaat voor de Media ging akkoord met het doel van de stichting en de kabelkrant kan weer vooruit.
Ook in 2007 dreigde de zender de stekker er uit te moeten trekken. Deze keer niet door gebrek aan financiële middelen, maar door een gebrek aan vrijwilligers, met name verslaggevers. In augustus 2007 startte de kabelkrant een actie voor het werven van verslaggevers.
In 2017 werd de naam veranderd in Rosmedia.

## Inhoud
Niet elk onderdeel van de krant komt dagelijks aan bod. Maar de onderdelen van de krant zijn :
- Nieuws (lokaal, regionaal en landelijk)
- UIT-tips
- Cursussen en workshops
- Sport
- Gemeenteloket
- Rosmalen, jong en oud
- Prikbord
- En dan nog dit ...
- Zoekplaatje